# Ecnomiohyla salvaje
Espèce
Synonymes
- Hyla salvaje Wilson, McCranie & Williams, 1985

Statut de conservation UICN

 CR B1ab(iii) : 
En danger critique
Ecnomiohyla salvaje est une espèce d'amphibiens de la famille des Hylidae.

## Répartition
Cette espèce se rencontre entre 1 370 et 1 450 m d'altitude, :
- sur le Cerro del Mono dans la Sierra de Unión dans le département de Zacapa dans l'est du Guatemala ;
- sur la Sierra de Omoa dans le département de Copán dans l'extrême Ouest du Honduras.

## Étymologie
Cette espèce est nommée en l'honneur de Jay Mathers Savage, salvaje en espagnol signifiant la même chose que savage en anglais, sauvage.

## Publication originale
- Wilson, McCranie & Williams, 1985 : Two New Species of Fringe-Limbed Hylid Frogs from Nuclear Middle America. Herpetologica, vol. 41, no 2, p. 141-150.